# Madame Céleste
Madame Céleste, de son vrai nom Anastasie Céleste Keppler, née le 16 août 1810 à Paris et morte le 12 février 1882 dans le 8e arrondissement de Paris, est une danseuse et comédienne française qui a connu un grand succès à Londres et aux États-Unis.

## Biographie
Enfant, Céleste fait preuve d'un talent précoce et est inscrite au conservatoire de Paris en tant qu'élève, se produisant avec François-Joseph Talma. En 1827, elle fait ses débuts au Bowery Theater à New York, dansant un pas seul avec une troupe de danse parisienne, et apparaissant également dans des ballets dans des salles plus petites sur la côte est. Pendant son séjour en Amérique, elle épouse Henry Elliott avec qui elle a une fille en 1829. Elliott meurt peu après le mariage.
Céleste meurt d'un cancer au 18 rue Clapeyron à Paris, le 12 février 1882.

## Carrière

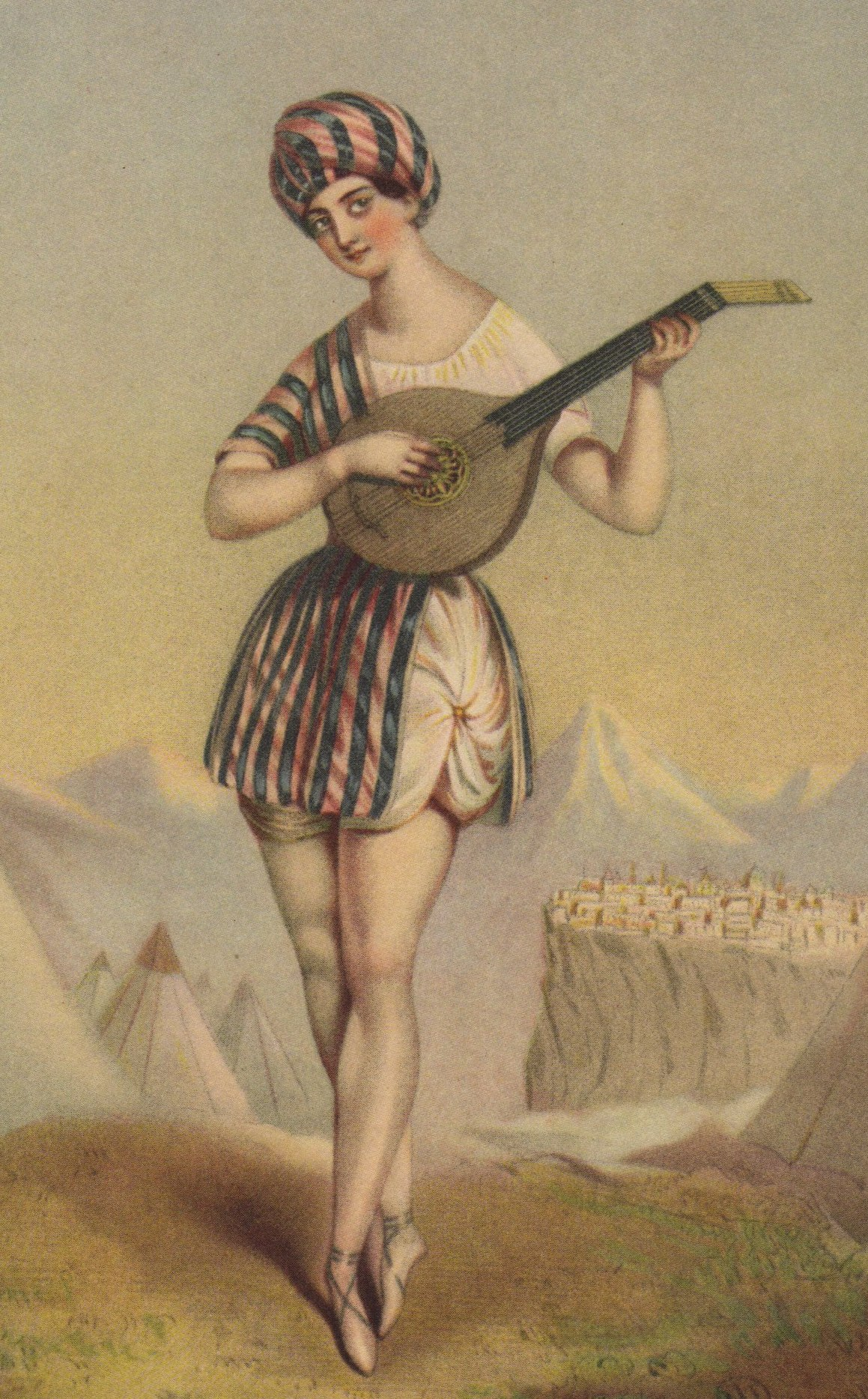
Céline Céleste déguisée en garçon arabe en 1838

Céline Céleste se rend en Angleterre où elle apparaît à Liverpool dans le rôle de Fenella dans Masaniello, l'opéra d'Auber. Le rôle de Fenella, sœur muette du héros de l'opéra, permet à Céleste de montrer son talent considérable d'artiste mime et dissimule également sa faible maîtrise de l'anglais.
Elle quitte la province pour Londres, où elle connaît son premier grand succès au Printemps 1831 dans une pièce d'actualité intitulée The French Spy (L'espion français), dans laquelle elle joue le rôle travesti de Hamet, un garçon arabe (en réalité une jeune fille française déguisée). La pièce est basée sur la récente prise de contrôle d'Alger par les Français et le rôle a été créé spécialement pour Céleste par le dramaturge J. T. Haines.
Après s'être produite en Europe continentale et en Irlande, elle entreprend en 1834 une nouvelle tournée de trois ans en Amérique, où elle suscite un grand enthousiasme et fait une petite fortune. Elle y devient célèbre pour ses rôles de pantomime, apparaissant dans The Wizard Skiff, or The Tongueless Pirate Boy, une adaptation d'un roman de Fenimore Cooper, The Wept of the Wish-Ton-Wish et The Dumb Brigand. Le 21 juillet 1835, Madame Céleste fait ses débuts à Montréal dans The Wizard Skiff.
Céleste fait d'autres tournées aux États-Unis en 1842, 1851 et 1865.
En 1837, elle retourne en Angleterre et joue à Londres le rôle de Maurice, un garçon muet, dans L'Enfant de l'épave de J. R. Planché. Planché a écrit la pièce autour d'elle et elle a été jouée pendant quarante nuits à Drury Lane, et la performance de Céleste a été louée par le critique du Times. Elle abandonne la danse pour se consacrer au théâtre.
En 1843, elle rejoint Benjamin Webster pour diriger le Théâtre Royal de Liverpool, puis l'Adelphi de Londres. Ils produisent une série de drames domestiques à succès, généralement avec Céleste dans le rôle principal, et beaucoup écrits par John Baldwin Buckstone, qui crée le rôle le plus connu et préféré de Céleste, celui de Miami, l'héroïne mi-amérindienne, mi-française de The Green Bushes (1845).
Céleste et Webster deviennent amants et en 1869, leur liaison semble avoir été généralement connue et acceptée dans leur cercle social, Charles Dickens faisant référence à leurs filles dans l'une de ses lettres de cette année-là. Ils se disputent cependant sérieusement par la suite et Céleste prend seule la direction du Lyceum et en 1860, celle du Théâtre olympique, où elle crée l'un de ses rôles les plus célèbres, celui d'Ernest de la Garde dans The House on the Bridge of Notre Dame.
Entre 1863 et 1868, Céleste entreprend une longue tournée à l'étranger, au cours de laquelle elle visite l'Amérique et l'Australie et donne la première de ses « représentations d'adieu » dans le rôle de Rudiga dans The Woman in Red  de Stirling Coyne. Par la suite, elle sort plusieurs fois de sa retraite, souvent au profit de Webster, avec qui elle s'est réconciliée et qui connaît des difficultés financières. 
Sa dernière apparition sur scène semble avoir eu lieu en 1874, dans le rôle de Miami, son personnage favori, dans The Green Bushes.
Tout au long de sa carrière, Céleste s'est distinguée en incarnant des personnages d'origine non européenne qui « franchissaient les frontières du genre et de l'ethnicité ».